# Fur (wyspa)
Fur – duńska wyspa na obszarze cieśniny Limfjorden, położona na północ od półwyspu Salling.

## Krótki opis
Powierzchnia wyspy wynosi 22,29 km². Wyspa w 2017 roku liczyła 771 mieszkańców. Do Fur można dotrzeć poprzez połączenie promowe z Branden, leżącego na północy półwyspu Salling. Pod względem administracyjnym wyspa należy do gminy Skive. Na wyspie funkcjonuje muzeum Fur o tematyce geologicznej i lokalnej i hitorii.